# QU Vulpeculae
Nova QU Vulpeculae a explodat în 1984 în constelatia Vulpecula cu magnitudine 5.2.

## Coordonate delimitative
Ascensie dreaptă: 20h 26m 46s.42
Declinație:  +27° 50' 43".1